# Энергетик (Владимир)
Энергетик — упразднённый рабочий посёлок во Владимирской области. В 2004 году включен в состав города Владимира и исключен из учётных данных.

## География
Энергетик расположен к западу от города Владимира и микрорайона Юрьевец, к северо-западу от озера Рукавское.

## История
Посёлок был построен в 1952 году в связи со строительством Владимирского сетевого района с подстанцией (ПС) «Владимирская» — крупнейшим энергетическим объектом Владимирской области, которая вступила в эксплуатацию в 1955 году.
В 1964 году посёлок Энергетик Колокшанского сельсовета Ставровского сельского района включен в состав вновь образованного рабочего посёлка Юрьевец.
Указом Президиума Верховного Совета РФ от 21.09.1992 № 3513-1 микрорайон выделен в самостаятельный населённый пункт — «рабочий посёлок Энергетик».

## Население
| 2002 |
| ---- |
| 6029 |

## Архитектура
Архитектура в основном представлена пятиэтажной типовой панельной застройкой, малоэтажным и частным сектором. В районе микрорайона на обширной территории располагаются садово-огородные участки, что значительно влияет на общий вид микрорайона. С 1990-х годов в микрорайоне полностью прекратилось многоэтажное строительство вплоть до 2011 г., когда объявлены планы о возведении 3 новых кирпичных многоэтажных домов. В 2012 году начато строительство девятиэтажного жилого дома в 2015 его строительство завершено.

## Культура
В поселке действует Дом культуры и Досуговый центр
В поселке имеется памятник погибшим в годы Великой Отечественной войны.

## Наука, образование и дошкольные учреждения
В микрорайоне действуют средняя общеобразовательные школа № 45 и два детских сада: № 10 и № 106.

## Экономика
- Пищевая промышленность:
  - ОАО птицефабрика «Центральная»
  - ЗАО птицефабрика «Юрьевецкая»
- Электроэнергетика
  - Предприятие межсистемных электрических сетей РАО «ЕЭС России» Необходимо задать параметр title= в шаблоне {{cite web}}.  (недоступная ссылка — история). www.vpmes.ru.

Широко развита сеть продовольственных и хозяйственных магазинов, аптек. Имеется продовольственный рынок. На территории микрорайона расположена мощная электроподстанция, снабжающая электроэнергией Владимир и весь Волго-Окский регион России.

## Транспортное сообщение
Микрорайон с основной частью города связывают городские автобусные маршруты (№ 15, № 21с и 29с).

## Фотогалерея микрорайона

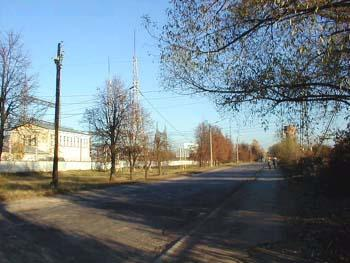
Владимирская электроподстанция
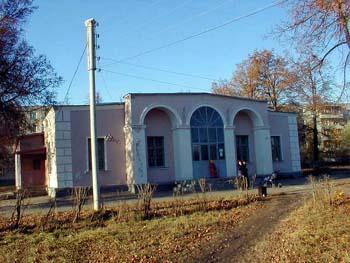
Дом культуры Энергетик

## Энергетик в художественной литературе
Энергетик описывал в своем произведении «179 дней в автомобиле» Виктор Урин.